# Кобилянський Мирослав
Миросла́в Кобиля́нський (нар. 17 березня 1992, Коломия, Івано-Франківська область) — військовослужбовець Збройних сил України, підполковник. Автор фотокниги «Мій Маріуполь та світ довкола».

## Біографія
Народився 17 березня 1992 року в м. Коломия Івано-Франківської області.
2009 року закінчив Коломийську загальноосвітню школу 1-3 ступенів № 4 та вступив до Дніпропетровського національного університету залізничного транспорту на факультет «Управління процесами перевезень» та кафедру військової підготовки спеціалістів Державної спеціальної служби транспорту (на факультеті Військових сполучень). Після закінчення у 2013 році навчання почав свою військову службу у лавах ЗСУ.
З березня 2015 до березня 2022 року проходив військову службу в Маріуполі.
Брав безпосередню участь в Антитерористичній операції на території Донецької області, а відтак — Операції Об'єднаних Сил. Звідти бере початок його захоплення аерофотозйомкою.
Повномасштабну війну Мирослав зустрів під час несення служби у Комендатурі Військових Сполучень, на посаді заступника військового коменданта на транспорті.

## Мій Маріуполь та світ довкола
У 2022-2024 роках, кількома тиражами у видавництві «Світло й Тінь» у Львові видавалась книга Кобилянського, з назвою «Мій Маріуполь та світ довкола».
За висловом видавця книги Володимира Пилип'юка: «Сторінки книги формують цілісний фотоспогад про Маріуполь, яким він був до війни — красивим, омитим солоними азовськими хвилями, мрійливим, дещо строгим та, на превеликий жаль, тимчасово ефемерним — а проте таким, яким назавжди залишиться в пам'яті тих, хто тут проживав і гостював.» «Мій Маріуполь та світ довкола» — велике чотиримовне видання (українською, англійською, німецькою, іспанською).
Окремі фотографії з фотоальбому виставлялись у Коломиї — рідному місті автора, а також у Львові. Також про книжку і особливу історію її автора у 2022—2024 роках вийшли численні телепередачі, зокрема в Коломиї, Дніпрі, Івано-Франківську, Львові та телекомпаніях з показами на Сході України. Враховуючи запити читачів та суспільну значущість теми, у різних містах відбулись численні презентації книжки. Книжка була продана на аукціоні зі збору на дрони для «Азову» за 50 тис. грн.. Частину фотографій автор виставив у відкритий доступ для загального відома. Кореспонденти «Вільного Радіо» Анна Сердюк та Владислава Кобко назвали вихід книги Мирослава Кобилянського (до речі, поруч із книгою відомого вікіпедиста і фотографа Дмитра Балховітіна) серед десятьох подій, значущих для світу мистецтва на Донеччині 2023 року.

## Військова служба
Військове звання — майор.
Рід військ — Сили логістики.

## Нагороди
- Почесний нагрудний знак начальника Генерального штабу — Головнокомандувача ЗСУ «За досягнення у військовій службі» ІІ ступеня
- Нагрудний знак Міністра Оборони «За зразкову службу»
- Відзнака командувача об'єднаних сил «За звитягу та вірність»
- Відзнака Президента України «За оборону України»
- Відзнака президента України «За участь в антитерористичній операції»
- Відзнака Івано-Франківської обласної ради «Лицар бойового чину»